# Mičakovce
Mičakovce és un poble i municipi d'Eslovàquia. Es troba a la regió de Prešov, al nord del país.

## Història
La primera referència escrita de la vila data del 1390.

## Demografia
| Godina             | 1994 | 2004  | 2014    | 2024    |
| ------------------ | ---- | ----- | ------- | ------- |
| Nombre de persones | 125  | 124   | 144     | 120     |
| Diferència         |      | −0,8% | +16,12% | −16,66% |

| Godina             | 2023 | 2024   |
| ------------------ | ---- | ------ |
| Nombre de persones | 124  | 120    |
| Diferència         |      | −3,22% |